# Monanthes pallens
Monanthes pallens ist eine Pflanzenart aus der Gattung Monanthes in der Familie der Dickblattgewächse (Crassulaceae). Das Artepitheton pallens stammt aus dem Lateinischen, bedeutet ‚blass‘, ‚blass grünlich‘ und verweist auf die Farbe der Laubblätter.

## Beschreibung

### Vegetative Merkmale
Monanthes pallens ist eine ausdauernde, einzeln wachsende oder teilweise sprossende Rosettenpflanze. Ihre Triebe sind kurz oder wenig verlängert und mehr oder weniger caudiciform. Sie weisen einen Durchmesser von 3 bis 7 Millimeter auf. Die sehr dichten Rosetten bestehen in der Regel aus mehr als einhundert Laubblättern. Die Rosetten sind 7 bis 15 Millimeter hoch und erreichen Durchmesser von 10 bis 40 Millimeter. Die schmal verkehrt eiförmigen Laubblätter sind spitz oder etwas gestutzt und verjüngen sich in eine lange schmale Basis. Die Blattspreite ist 5 bis 18 Millimeter lang, 1 bis 3 Millimeter breit und 1 bis 2 Millimeter dick. Ihre Oberfläche ist kahl oder gelegentlich mit wenigen kurzen (unter 0,1 Millimeter Länge), drüsigen Haaren besetzt. Zur Spitze hin ist sie dicht papillös.

### Blütenstände und Blüten

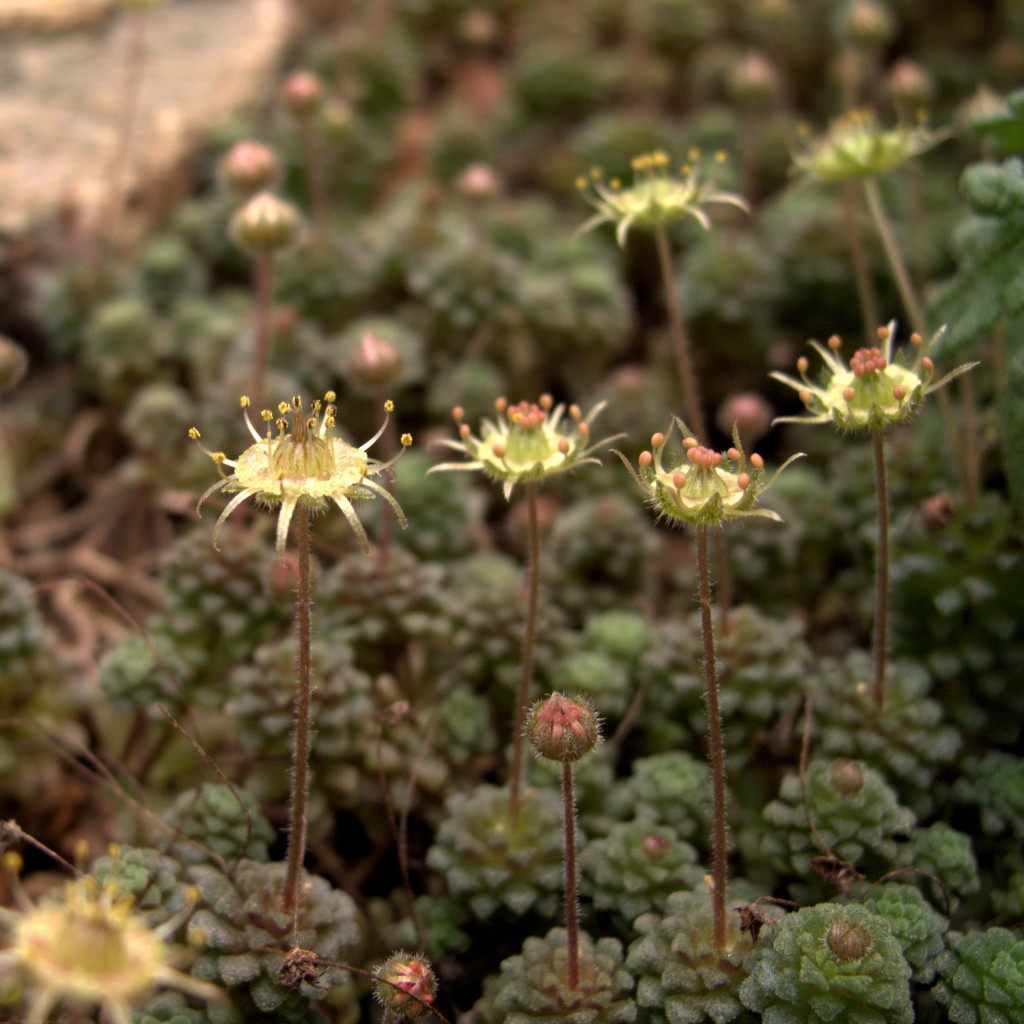
Blüten

Der Blütenstand besteht aus seitlich erscheinenden, einfachen Blütentrieben und ist regelmäßig verzweigt. Die fünf- bis siebenzähligen Blüten stehen am drüsig-haarigen Blütenstielen von 3 bis 10 Millimetern Länge und erreichen einen Durchmesser von 3 bis 4 Millimeter. Ihre schmal länglichen, spitz zulaufenden Kronblätter sind 2,8 bis 3,6 Millimeter lang und 0,5 bis 0,8 Millimeter breit. Die Nektarschüppchen besitzen eine Länge von 1,1 bis 1,6 Millimetern und sind 1,4 bis 1,9 Millimeter breit. Ihre Spreite ist etwas zweilappig, verkehrt eiförmig, fein gezähnt und deutlich genagelt.

## Verbreitung und Systematik
Monanthes pallens ist im Westen von Teneriffa und auf La Gomera in Höhenlagen von 50 bis 1100 Metern verbreitet.
Die Erstbeschreibung als Petrophyes pallens durch Philip Barker Webb wurde 1888 veröffentlicht. Konrad Hermann Heinrich Christ stellte die Art im gleichen Jahr in die Gattung Monanthes.
Synonyme Monanthes pallens (Webb) Christ sind Petrophyes brachycaulos var. gomerae Pit. (1909), Monanthes pallens f. ramosa Praeger (1929), Monanthes pallens var. silensis Praeger (1929), Monanthes silensis (Praeger) Svent. (1969) und Monanthes pallens f. fasciata Praeger (1932).

## Nachweise